# West-Coast-Nationalpark

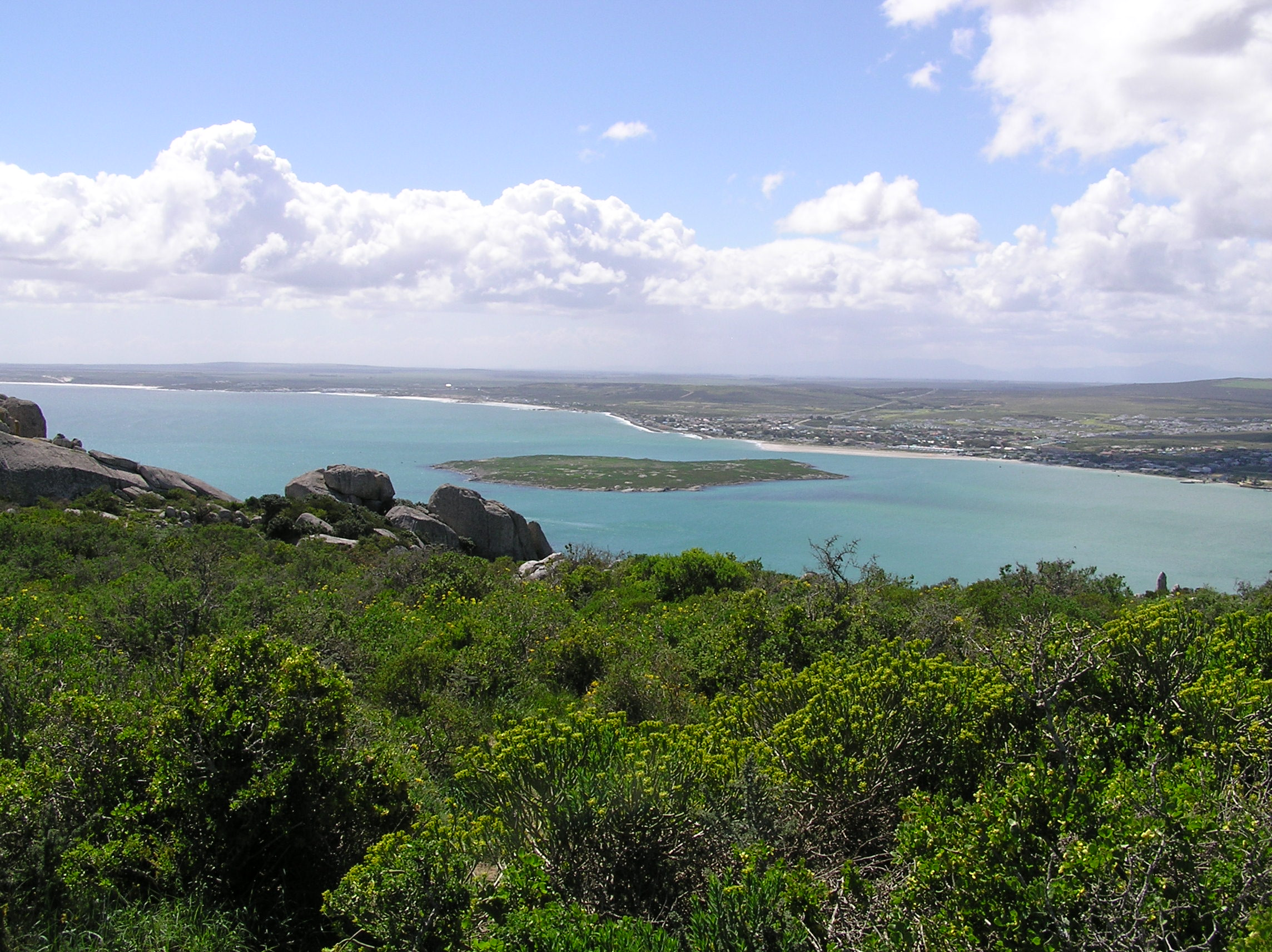
Blick über die Lagune auf Langebaan

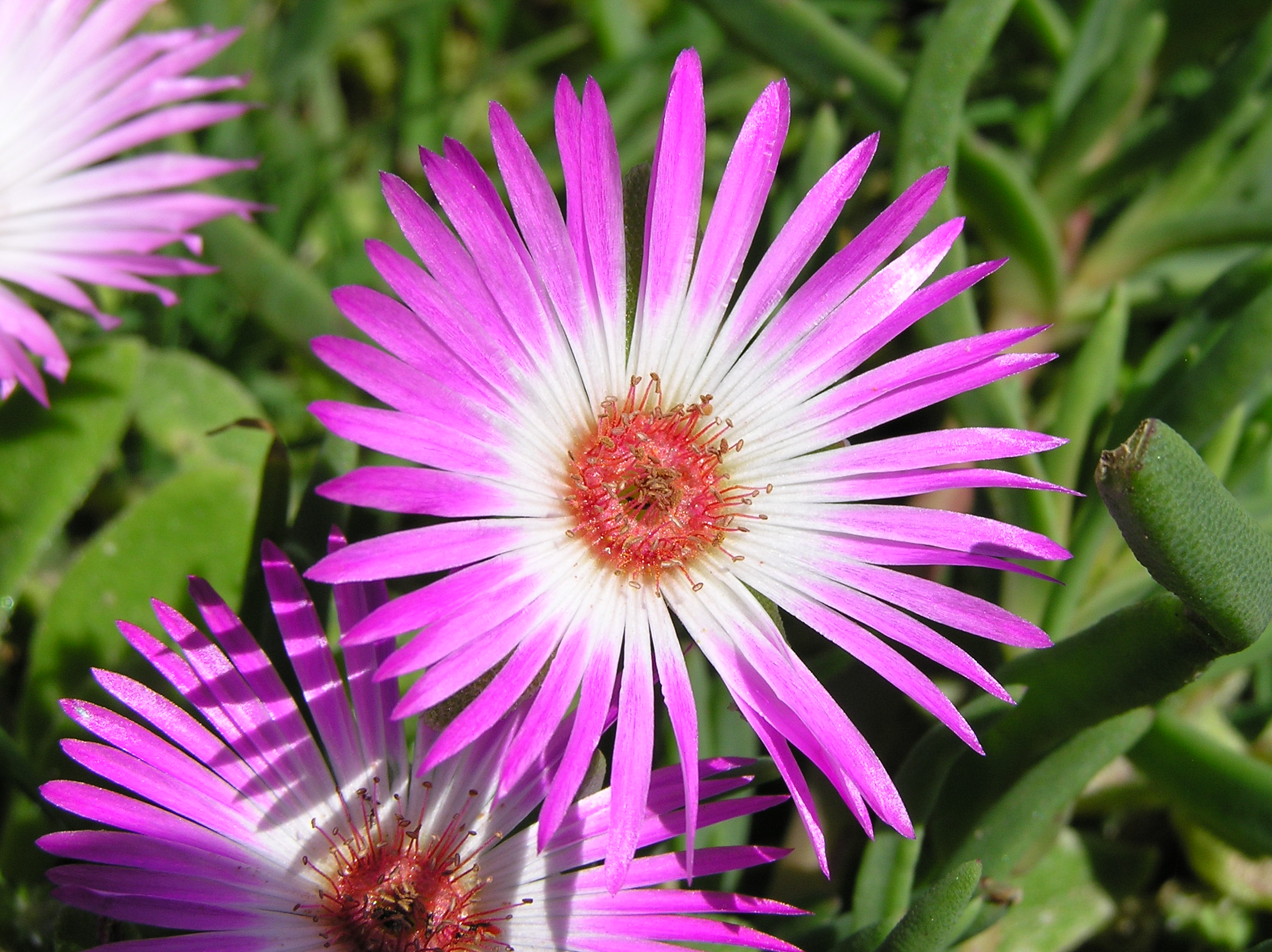
Dorotheanthus bellidiformis

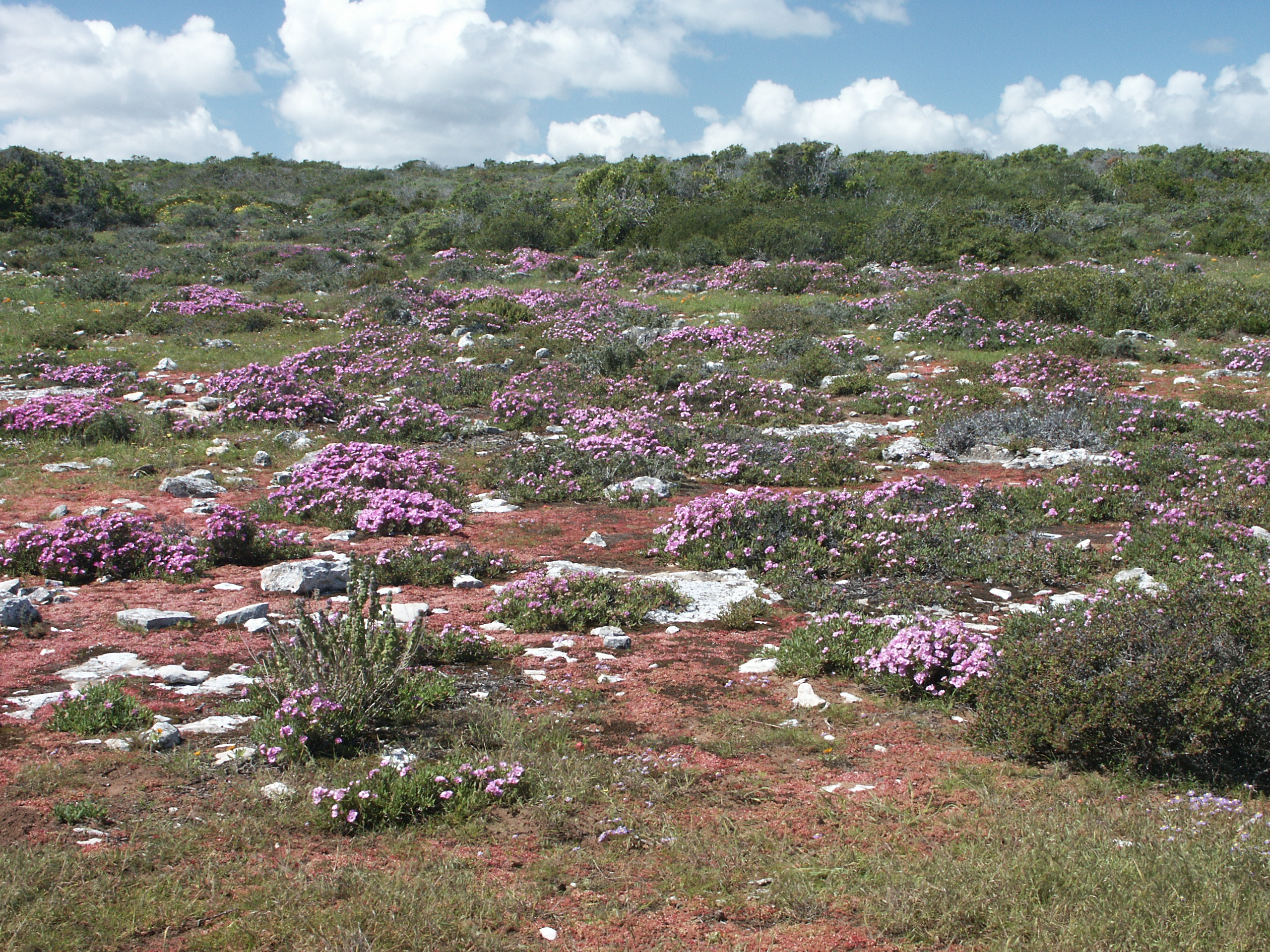
Frühjahrsblüte

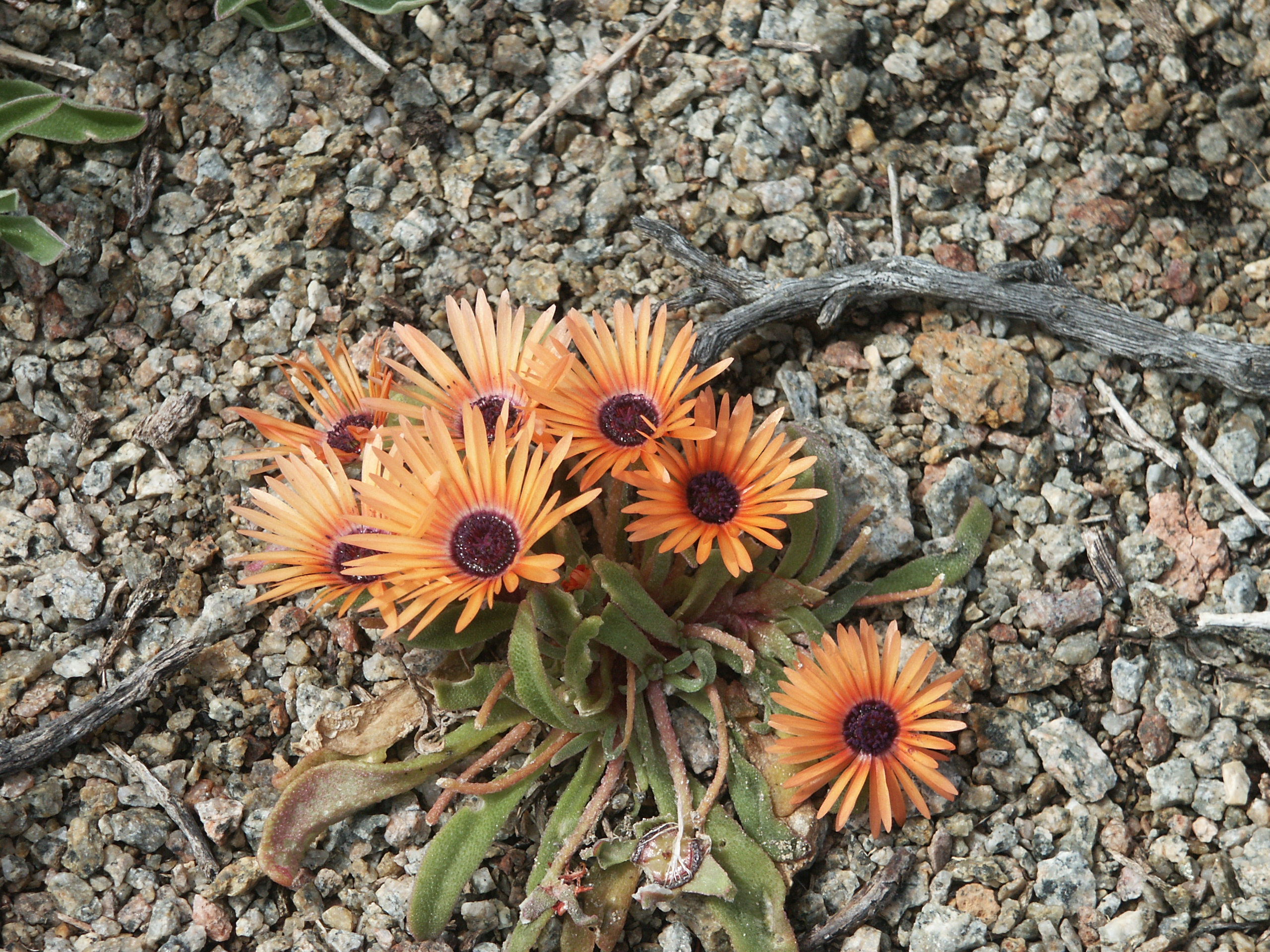
Dorotheanthus spec.

Der West-Coast-Nationalpark (englisch West Coast National Park) liegt 120 km nördlich von Kapstadt in der südafrikanischen Provinz Westkap auf dem Gebiet der Lokalgemeinde Saldanha Bay. Der Nationalpark ist 27.500 Hektar groß und schließt die 15 km lange Langebaan-Lagune (6000 Hektar) ein, die zur Saldanha-Bucht geöffnet ist; hier befinden sind 30 % der südafrikanischen Salzmarschen.

## Anreise und Übernachtung
Es gibt zwei Zugänge zum Park: von Norden aus über den Ort Langebaan, vom Süden aus zweigt eine Zufahrt von der R 27 in den Nationalpark ab.
Einfache Übernachtungsmöglichkeiten bestehen beim Geelbek Environmental Education Centre am Südufer der Lagune. Hier ist auch das Informationszentrum für Umwelt- und Naturschutz untergebracht. Ein Teesalon bietet hier kulinarische Kleinigkeiten an.
Es werden mehrtägige Wanderungen angeboten, mit Tagesetappen von 12 bis 15 km Länge, Übernachtung dann teilweise auf Campingplätzen.
Von Langebaan aus kann man in der Frühlingsblumensaison eine von der Parkverwaltung organisierte Bootsfahrt über die Lagune zum Postberg unternehmen, mit geführter Wanderung durch die blühende Landschaft in diesem Parkteil.

## Fauna und Flora
Vor allem wegen seines Artenreichtums an Vögeln ist der Park von Bedeutung. Er ist im Sommer die Heimat von etwa 750.000 Vögeln, davon viele Zugvögel von der Nordhalbkugel. Die Küste des West-Coast-Nationalparks wird durch den Benguela-Strom immer mit nahrungsreichem Wasser versorgt, was sich in einer großen Anzahl von Fischarten äußert, welche die großen Vogelschwärme ernähren.
Besonders zahlreich sind die Vögel auf den zum Park gehörenden Inseln:
- Jutten Island (43 ha) mit 25.000 Kapkormoranen
- Malgas Island (18 ha) mit 70.000 Kaptölpeln
- Marcus Island (17 ha), hier siedelt die größte Brillenpinguinkolonie der Welt
- Schaapen Island (29 ha) mit Kronenscharben (Kormoranverwandte) und Dominikanermöwen

An größeren Säugetieren sind vertreten: Elen-Antilope, Kudu, Kuhantilope, Buntbock, Zebra, Springbock, Oryxantilopen und Weißschwanzgnu.
Der Park beherbergt auch den Fynbos, eine Strauchvegetation, die fast ausschließlich im Südwesten Südafrikas zu finden ist, und als Teil davon auch Renosterveld und Strandveld-Vegetation.
Der nordwestliche Teil des Parks (Postberg Flower Reserve) ist im Frühling – von August bis September – wenn alle Blumen zu blühen beginnen, eine große Touristenattraktion. Dieser Teil des Parkes ist dann ab Oktober nicht mehr für das normale Publikum zugänglich. Die Postberg-Region besteht aus drei ehemaligen Farmen: Oude Post, Nieuwland und Kreeftebai. Das nördliche Ende dieses Parkbereiches ist militärisches Sperrgebiet und ganzjährig für den Publikumsverkehr geschlossen.

## Klima
Das Klima ist gemäßigt, Tiefsttemperaturen selten unter 4 °C und selten über 34 °C. Regen fällt hauptsächlich in der Zeit von Mai bis September.

## Geschichte
1985 wurde das gesamte Gebiet um die Langebaan-Lagune und vier vorgelagerte Inseln zum Nationalpark erklärt, um das wertvolle Ökosystem der Lagune zu schützen. Im Jahr 1987 wurde das private Postberg Nature Reserve mit 1800 ha in den Park eingegliedert. Dieser Teil des Nationalparks ist immer noch Privatbesitz, wird aber vom National Parks Board verwaltet. Seit 2000 ist der Park als Biosphärenreservat von der UNESCO ausgewiesen.